# La Nef fantôme
La Nef fantôme ou Het bevroren vuur en Néerlandais est le vingt-et-unième album de bande dessinée de la série Bob et Bobette. Il porte le numéro 141 de la série actuelle. Il a été écrit et dessiné par Willy Vandersteen et publié dans De Standaard et Het Nieuwsblad du 29 octobre 1951 au 8 mars 1952.

## Synopsis
Lambique est invité par le Capitaine Boustrink à partir à la recherche d’une nef mystérieuse. La nef semble habitée par des fantômes et nos amis y découvrent un gentil homme déguisé en  pingouin qui vit dans un château de glace dans le grand Nord. Nos amis vont-ils arriver à rompre le mauvais sort et à libérer les douze petites princesses emprisonnées dans le château de glace à Frigoria où vont-ils se faire piéger par cet environnement hostile ?

## Personnages principaux
- Bobette
- Bob
- Lambique
- Sidonie

## Personnages secondaires
- Capitaine Boustrink
- Pingouin
- Roi Hermine
- Reine Sirhena
- Friskho

## Lieux
- Belgique, Côte belge
- Islande
- Châteaux de Froidecanard[2] et  Frigoria

## Autour de l'album
- Certains noms de personnages sont des jeux de mots sur les différentes sortes de glace . Friskho est un jeu de mots sur frisco. Les enfants Crem, Alag, Las, Vani, Leh, Choc, Ogla, Seeh, Dam, Bela et Anche font référence à la crème à la glace (français pour la crème glacée , également souvent utilisé en dialecte flamand), " vanille ", " glaçage au chocolat" et " dame blanche ".
- Frigoria est aussi un jeu de mots. Il fait référence au mot dialectal populaire "Frigo" (réfrigérateur).
- Le nom du capitaine Boustrink (en flamand boesterink )  fait référence au mot dialectal pour la cuisson du hareng.
- Le nom de la reine Sirhena est une référence au mot sirène

## Éditions
- Het bevroren vuur, Standaart, 1952 : Édition originale en néerlandais
- La Nef fantôme, Erasme, 1957 : Première édition française comme numéro 9 de la série rouge en bichromie.
- Le Teuf-Teuf-Club, Erasme, 1973 : Réédition comme numéro 141 de la série actuelle en couleur.